# Джейсон Бент
Джейсон Бент (англ. Jason Bent, нар. 3 серпня 1977, Скарборо) — канадський футболіст, що грав на позиції півзахисника. По завершенні ігрової кар'єри — тренер.
Виступав, зокрема, за «Колорадо Репідс» та «Плімут Аргайл», а також національну збірну Канади. У складі збірної — володар Золотого кубка КОНКАКАФ.

## Клубна кар'єра
Грав у футбольній команді «Меріленд Террапінс», що представляла Університет Меріленду.
1997 року тенер німецького «Цвікау» Гайнц Вернер, переглядаючи матч молодіжного чемпіонату світу між Канадою і Аргентиною по телебаченню, зауважив два канадських таланти — Джейсона Бента, який забив гол, та Двейна Де Розаріо, незважаючи на те, що Канада програла ту гру 1:2. В результаті обидва молодих канадці підписали контракт на сезон 1997/98 з «Цвікау», що тоді грав у Другій Бундеслізі. Обидва гравці стали підпускатись до ігор основної команді і регулярно виходили на поле, але згодом головного тренера було звільнено, в його наступник Карл-Гайнц Кербель не довіряв канадцям. В результаті за підсумками сезону 1997/98 клуб зайняв 17 місце і вилетів до Регіоналліги, а Бент та Де Розаріо покинули команду.
З 1998 року Бент став виступати у США за «Колорадо Репідс» в МЛС і в 1999 році допоміг команді дійти до фіналу Відкритого кубка США, але там вона сенсаційно поступилась клубу нижчого дивізіону «Рочестер Ріноз» (0:2). Після завершення сезону 2000 року Бент покинув клуб і хотів знову поїхати до Європи, тому відмовився від кількох пропозицій від команд МЛС та приєднався до данського «Копенгагена». У «Копенгагені», який був лідером Суперліги, він пробув три місяці, після чого покинув клуб, не зігравши в жодній офіційній грі. Оскільки європейське трансферне вікно було вже закрите, Бент залишався без клубу до літа 2001 року.
Пошуки клубу також були вкрай складними влітку, оскільки Бент тривалий час не мав ігрової практики. Проте він не хотів повертатися до Сполучених Штатів і хотів спробувати свою удачу в Англії. Лише завдяки своєму давньому товаришу по команді Карло Кораццин він розпочав пробне тренування з тодішньою командою англійського четвертого дивізіону «Плімут Аргайл», з якою незабаром підписав контракт. У своєму першому сезоні з «пілігримами» він зайняв з командою перше місце та вийшов у третій дивізіон. Там команда у перший рік з Бентом як капітаном досягла хорошого 8-го місця в таблиці в кінці сезону, а у наступному сезоні стала першою і вдруге за три роки підвищилась у класі. Бент відіграв важливу роль у цих результатах, але був поза граю у другій половині сезону через серйозну травму коліна в листопаді 2003 року під час матчу за збірну Канади. Коли канадець не зміг грати і грати протягом сезону 2004/05, його контракт з «Плімутом» був розірваний. Травма викликала суперечки між клубом та ФІФА, оскільки «Плімут» вимагав компенсації за втрату Бента. Позов був підтриманий G-14, але виявився невдалим.
Надалі Бент зробив дві спроби повернутись у футбол після відновлення, побувавши на перегляді у шотландському клубі «Мотервелл» та шведському «Гальмстаді», але ніде не залишився і у квітні 2006 року оголосив про закінчення своєї ігрової кар'єри, так і не відновившись від серйозної травми коліна.

## Виступи за збірні
З юнацькою збірною Канади був учасником юнацького чемпіонату світу 1993 року в Японії, де канадці виступили вкрай провально, програвши усі три матчі у групі із загальною різницею голів 0:18.
У складі молодіжної збірної Канади був учасником молодіжного кубка КОНКАКАФ 1996 року, здобувши перемогу на турнірі і кваліфікувавшись на молодіжний чемпіонат світу. На чемпіонаті світу 1997 року в Малайзії Канада зайняла третє місце в групі, маючи на рахунку одну перемогу, поразку і нічию, але цього вистачило для виходу із групи. Бент забив гол у матчі другого раунду проти Аргентини, зрівнявши рахунок, але у другому таймі латиноамериканці вийшли вперед і здобули перемогу 2:1. В 1/8 фіналу Канада зустрілася з Іспанією, якій поступилася з рахунком 2:0, пропустивши обидва м'ячі в останні 15 хвилин гри.
12 жовтня 1997 року дебютував в офіційних матчах у складі національної збірної Канади в матчі відбору на чемпіонат світу 1998 року проти Мексики (2:2). У складі збірної був учасником розіграшу Золотого кубка КОНКАКАФ 2000 року у США, здобувши того року титул континентального чемпіона, але на поле через травму не виходив. Цей результат дозволив команді поїхати на Кубок конфедерацій 2001 року в Японії і Південній Кореї, де Бент зіграв у всіх трьох матчах — з Японією (2:3), Бразилією (0:0) та Камеруном (0:2), зайнявши останнє місце у групі.
В подальшому взяв участь у розіграшах Золотого кубка КОНКАКАФ 2002 року у США, на якому команда здобула бронзові нагороди, та Золотого кубка КОНКАКАФ 2003 року у США та Мексиці, відігравши 3 і 1 матч відповідно.
18 листопада 2003 року в товариській грі проти Ірландії (0:3) в Дубліні Бент у віці 26 років отримав серйозну травму коліна, через яку змушений був завершити кар'єру. Всього протягом кар'єри у національній команді, яка тривала 7 років, провів у її формі 32 матчі.

## Тренерська кар'єра
Джейсон розпочав кар'єру тренера в 2008 році на посаді помічника тренера Академія «Торонто», але згодом перейшов на посаду головного тренера команди U-18, де працював до 2011 року.
22 лютого 2011 року було оголошено, що Бент стане помічником тренера першої команди «Торонто», приєднавшись до тренерського штабу новопризначеного головного тренера Арона Вінтера та першого помічника Боба де Клерка.
20 листопада 2014 року Бент був призначений головним тренером новоствореного клубу «Торонто II», що був включений до United Soccer League. Там Джейсон пропрацював три сезони, зайнявши відповідно 11, 13 та 15 місця в регулярному чемпіонаті Східної Конференції, після чого на початку 2018 року повернувся в першу команду, ставши помічником головного тренера Грега Ванні.

## Титули і досягнення
- Володар Золотого кубка КОНКАКАФ (1): 2000
- Бронзовий призер Золотого кубка КОНКАКАФ: 2002